# NGC 1247
NGC 1247 је спирална галаксија у сазвежђу Еридан која се налази на NGC листи објеката дубоког неба.
Деклинација објекта је - 10° 28' 52" а ректасцензија 3h 12m 14,3s. Привидна величина (магнитуда) објекта NGC 1247 износи 12,7 а фотографска магнитуда 13,5. Налази се на удаљености од 65,360 милиона парсека од Сунца. NGC 1247 је још познат и под ознакама MCG -2-9-14, UGCA 58, FGC 396, IRAS 03098-1040, PGC 11931.